# 신윤복 필 미인도
신윤복 필 미인도(申潤福 筆 美人圖)는 대한민국 서울특별시 성북구 간송미술관에 있는 조선시대 신윤복(약 1758-1813 이후)이 여인의 전신상(全身像)을 그린 인물화이다. 2018년 2월 22일 대한민국의 보물 제1973호로 지정되었다.

## 개요
조선 후기 풍속화에 있어 김홍도와 쌍벽을 이룬 신윤복(약 1758-1813 이후)이 여인의 이전신상(全身像)을 그린 작품으로, 화면 속 여인은 머리에 가체를 얹고 회장저고리에 풍성한 치마를 입고 있다. 부드럽고 섬세한 필치로 아름다운 여인의 자태를 묘사하였고 은은하고 격조 있는 색감으로 처리하였다. 자주색 회장 머리 띠, 주홍색 허리끈, 분홍색 노리개 등 부분적으로 가해진 채색은 정적인 여인의 자세와 대비되어 화면에 생동감을 부여하고 있다. 마치 초상화처럼 여인의 전신상을 그린 미인도는 신윤복 이전에는 남아 있는 예가 거의 없다. 그러므로 이 작품은 19세기의 미인도 제작에 있어 전형(典型)을 제시했다는 점에서 미술사적 의의가 크다.
이러한 사유로 ‘신윤복 필 미인도’는 필치나 화풍에서 신윤복의 회화를 대표할만한 작품이며 동시기 이와 유사한 그림이 많지 않다는 희소성 면에서도 가치가 높다고 판단되어 보물로 지정하고 보존할만한 충분한 가치가 있다.

## 참고 자료
- 신윤복 필 미인도 - 국가유산청 국가유산포털